# Ko Lai Chak
Ko Lai Chak, född 10 maj 1976 i Chancheng, Kina, är en idrottare från Hongkong som tog OS-silver i herrdubbel i bordtennis 2004 i Aten tillsammans med Li Ching.

## Meriter

### Olympiska meriter

#### Olympiska sommarspelen 2008
| Idrottare   | Gren   | Grundomgång          | Omgång 1             | Omgång 2                        | Omgång 3                        | Omgång 4                              | Kvartsfinal                | Semifinal            | Final                |
| Idrottare   | Gren   | Motståndare Resultat | Motståndare Resultat | Motståndare Resultat            | Motståndare Resultat            | Motståndare Resultat                  | Motståndare Resultat       | Motståndare Resultat | Motståndare Resultat |
| ----------- | ------ | -------------------- | -------------------- | ------------------------------- | ------------------------------- | ------------------------------------- | -------------------------- | -------------------- | -------------------- |
| Ko Lai Chak | Singel |                      |                      | Gionis Panagiotis (GRE) W 4 - 3 | (6) Ryu Seung-Min (KOR) W 4 - 2 | (11) Dimitrij Ovtcharov (GER) W 4 - 1 | (1) Wang Hao (CHN) L 1 - 4 | Gick inte vidare     | Gick inte vidare     |